# Муселин
Тази статия е за плата муселин. За кулинарната смес вижте Муселин (кулинария)
Муселинът е вид фино тъкан памучен или копринен плат. Внесен е през 17 век в Европа от Близкия изток. Има сведения, че за първи път се появява в Англия през 1670 г. Платът е кръстен на иракския град Мосул, макар че производството му е започнало първо в Бангладеш. Понякога като синоним на „муселин“ се използва и думата „газ“, която идва от френски („gauze“, „марля“).
Тъй като муселинът позволява на кожата да „диша“ през него, той е широко разпространена тъкан за облекло в страни със сух, горещ климат. Муселинът се ползва и като филтър за утайката при прецеждането на вино.
Препоръчва се муселинът да се пере до 40° и да се глади с хладна ютия.